# Gilbert Artman
 (août 2011).

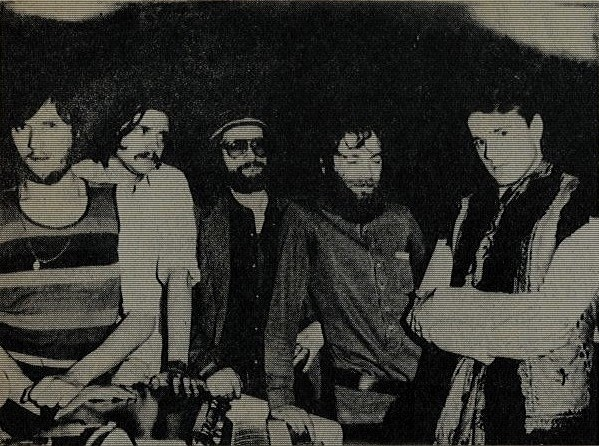
Gilbert Artman (2e en partant de la droite) avec le groupe Lard Free en 1971.

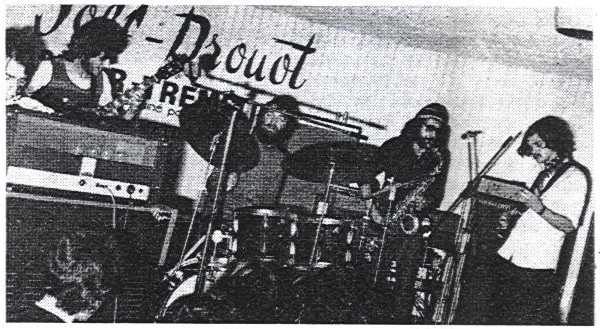
Lard Free au tremplin du Golf Drouot (1971).

Gilbert Artman, né en 1944, est un compositeur, ingénieur et musicien multi-instrumentiste français. Il commence ses expériences sonores avec le groupe Lard Free en 1970. Son itinéraire musical, de production et mise en scène va l'amener sur les scènes du monde, notamment avec le groupe Urban Sax.

## Biographie

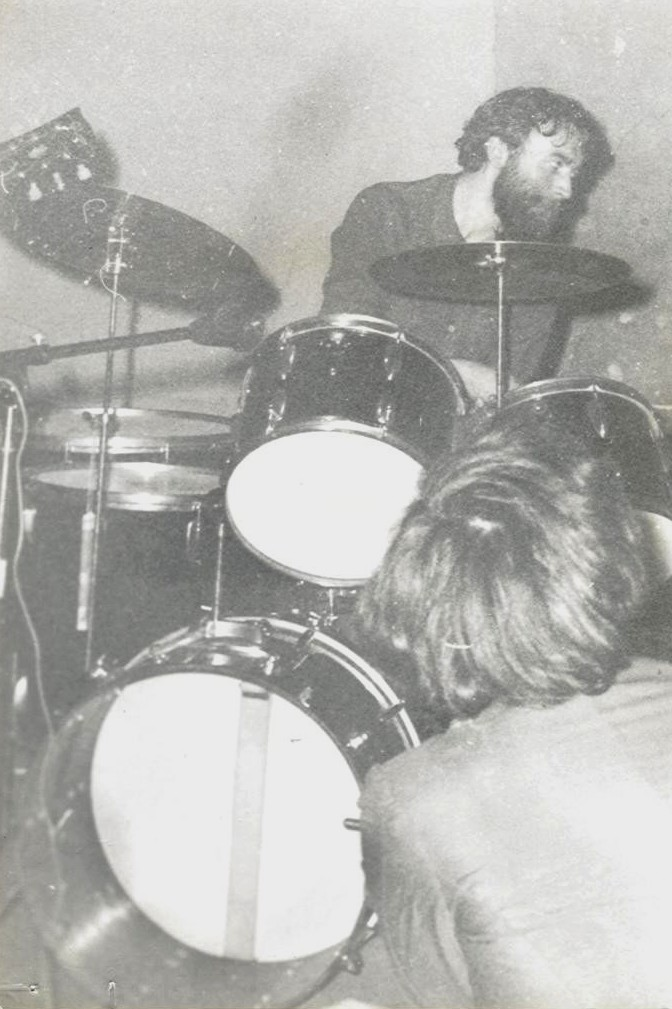
Gilbert Artman à la batterie (1971).

Gilbert Artman réalise avec Lard Free des performances diverses ; il participe à la réalisation et l'expression de plusieurs formations musicales : "Clearlight Symphony (en)", Vidéo-aventures, Catalogue.
Il co-signe avec Pierre Henry la musique des Noces chymiques pour l'Opéra de Paris. Il assure la réalisation musicale de plusieurs films : Idris, d'Antouanétta Angelídi ; New Old, A l'ombre de la canaille bleue et Visa de Censure, de Pierre Clémenti ; Mrs les locataires, de Rina Sherman, et la pièce de Cocteau Renaud et Armide, mise en scène par Michel Orlande. Il travaille pour la danse avec le Groupe de Recherche chorégraphique de l'Opéra de Paris.
Sa recherche en « urbanisme sonore » l’amène à créer le groupe de saxophonistes Urban Sax. Ce groupe se développe et se déploie dans des contextes architecturaux différents et des projets successifs. Il joue à la fois sur le re-découpage du lieu (transfiguration de la réalité) et sur la spatialisation de la musique : fondée sur le souffle et la mobilité, avec une écriture précise et modulable à la fois.
Des créations particulières ont jalonné le trajet d'Urban Sax :
- Carnaval de Venise ;
- Inauguration du Forum des Halles (Paris) ;
- 1re fête de la musique à Stockholm ;
- 1re fête de la musique à New-York ;
- soirée des Chefs d'État du G7 à Versailles ;
- Ouverture du festival de Grenade (Espagne) ;
- Ouverture du centre multimédia de Tokyo (Japon) ;
- Journée française de Vancouver (Canada) ;
- Inauguration du musée d'Art Moderne de Vienne (Autriche) ;
- Ouverture du Festival d'Art Summit de Djakarta (Indonésie) ;
- Symphonie Urbaine autour de Henrich Heine, mise en scène de Lew Bogdan à Dusseldorf (Allemagne) ;
- Concert au musée Guggenheim de Bilbao (Espagne) ;
- Soirée de clôture du festival de Baalbeck au Liban ;
- Inauguration du complexe multimédia Ex-Centris à Montréal (Canada) ;
- Inauguration du World Trade Center de Barcelone (Espagne) ;
- Inauguration du quartier St Lambert de Liège (Belgique) ;
- Festival Charles Quint à Gand (Belgique) ;
- Mise en Lumière des Ponts de Paris ;
- Bobigny 2000 ; St Chamond 2000 ;
- Inauguration du théâtre des bergeries de Noisy le sec ;
- Ouverture du Festival de musique Classique de Galice à Saint-Jacques de Compostelle (Espagne).

## Sélection de compositions et mises en scènes
- Cérémonie de clôture du Sommet des Chefs d'État G 7 ;
- Cérémonie d'Ouverture du Championnat du Monde de ski à Tignes ;
- Ouverture du 1er centre Multimédia de Tokyo ;
- Ouverture du Tchekhov théâtre Festival de Moscou ;
- Clôture du Festival International de Baalbeck (Liban) ;
- Ouverture des Jeux Olympiques d'entreprise Lille ;
- Ouverture du Festival Art Summit de Jakarta (Indonesie) ;
- Inauguration de l'arche de La Défense Paris ;
- Inauguration du parc des sculptures de Pekin ;
- 1re fête de la Musique à NewYork ;
- Cérémonie de Clôture de l'Expo de Vancouver ;
- Cérémonie d'ouverture de la coupe du monde de Football à Suwon (Corée) ;
- Inauguration de l'Ambassade de France à Rome ;
- Lancement Audi Art Cuggenheim de Bilbao ;
- Inauguration World trade center de Barcelone.

## Discographie

### Lard Free
- 1973 : Lard Free - Gilbert Artman's Lard Free - LP Vamp Records VP 59500 (CD 94 Spalax 14225) ;
- 1975 : Lard Free - I'm Around About Midnight - LP Vamp Records VP 59502 (CD 93 Spalax 14221) ;
- 1976 : April Orchestra présente Lard Free - LP Production April 15 ;
- 1977 : Lard Free - Spirale Malax - LP Cézame / Cobra COB 37.007 (CD 93 Spalax 14224) ;
- 1997 : Lard Free - Unnamed - CD Spalax Music 14915.

### Urban Sax
- 1977 : Urban Sax - Urban Sax 1 - LP Cézame / Cobra COB 37.004 (CD 90 Urban Sax 1 & 2 Spalax) ;
- 1978 : Urban Sax - Urban Sax 2 - LP Cézame / Cobra COB 37.017 (CD 90 "Urban Sax 1 & 2" Spalax) ;
- 1982 : Urban Sax & Pierre HENRY: "Paradise Lost"- LP Philips 6313 293 ;
- 1986 : Urban Sax - Fraction Sur Le Temps - LP Celluloïd CEL 6788 (CD 91 EPM Musique 982042) ;
- 1991 : Urban Sax - Spiral - CD EPM Musique FCD 1125 ;
- 1991 : Urban Sax - Live In Tokyo - Mirage de Son - VHS EPM Musique FVK 700001 ;
- 1993 : Urban Sax - To the Happy Few - CD + recueil & partitions Cézame SAM 002 ;
- 1995 : Urban Sax - Urban Sax à Jakarta - CD + livre photos Cézame / Kosinus AWA 95002 ;
- 2001 : Quad Sax - Quad Sax - CD Spalax Music CD 14563 ;
- 2014 : Urban Sax - Inside - LP, CD et DVD en 5.1 + booklet Urban Noisy Records ;
- 2018 : Urbi-Flat - 10 petites pièces de variété - LP RPC031 (Replica records).

### Catalogue
- 1982 : Catalogue - Pénétration - LP HatHut Records Hat Art (CD 96 Hat Art 6 187) ;
- 1987 : Catalogue - Insomnie - LP Blue Silver / Mélodie 8247 (CD 95 Spalax 14920).

### Autres participations
* 1972 : Groupe Komintern 2e formule (1973/75) ;
* 1973 : Robert Wood - Sonabular - LP Edici E 6-103 (CD 93 Spalax 14508) ; 
- 1975 : Cyrille Verdeaux - Clearlight Symphonie - LP Virgin V 2029 (CD 99 C8M-001) ;
- 1975 : Heldon: Third - It's Always Rock 'n' Roll - 2 LP Disjuncta 0006/ 7 (2 CD 1993 Cuneiform Records RUNE 51/ 52) ;
- 1975 : Clearlight - Forever Blowing Bubbles - LP Virgin V 2039 (CD 2000 C8M-002) ;
- 1976 : Opération Rhino : Opération Rhino - LP Expression Spontanée ES 42 ;
- 1977 : Pierre Bensusan - 2 - LP Cézame CEZ 1040 (CD 1992 Rounder Records 3037) ;
- 1981 : Vidéo-Aventures - Musiques pour Garçons et Filles - EP 25 cm Recommended Re-cords RR 8.75 (CD 97 Spalax 14 970) ;
- 1984 : Vidéo-Aventures - Camera - In Focus - LP Tago Mago TM 331 (CD 97 Spalax 14 973) ;
- 1985 : Various Artists - Musique Action Internationale - LP Vand'œuvre 8501 ;
- 1993 : Jac Berrocal - Fatal Encounters - CD Les Disques du Soleil et de l'Acier C-DSA 54026 ;
- 1998 : Francis Marmande - La Cantate des Chaudrons - CD Éditions Fourbis ;
- 2000 : Eurock - The Golden Age - CD-Rom Archie Patterson Eurock Record Company ECD 3001 ;
- 2000 : Media.Time - Wood & Byte - CD-Rom Provincia Autonoma di Bolzano-Alto Adige ;
- 2004 : Jac Berrocal - Prière - EP 25 cm Alga Marghen Plana B Alga 18 (éd. privée 250 ex.) ;
- 2004 : Al Menara - Bande musicale du spectacle - CD vendu sur place ou offert aux invités.

### Les musiques de films
- 1975 : Delired Cameleon Family de Pierre Clémenti (B.O. Visa de Censure no X) - LP Emi 13087 (CD 2000 C8M-004) ;
- 1977 : Idées Fixes - Dies Irae (Variations sur le même sujet) d'Antouanétta Angelídi (B.O. du film) ;
- 1979 : New Old - Les Chroniques du Temps Présent de Pierre Clémenti (B.O. du film) ;
- 1986 : À l'ombre de la canaille bleue (Hassan, le Bougnoule sexuel) de Pierre Clémenti (B.O. du film) ;
- 1994 : M.M. les Locataires de Rina Sherman (B.O. du film).

### Au fil des compils
- 1975 : V - 2 LP Virgin 940 801/ 02 ;
- 1983 : City & Industry - LP Koka Media KOK 15 ;
- 1996 : Supernatural Fairy Tales - The Progressive Rock Êta - 5 CD Rhino Records R2 72451 ;
- 1996 : Instro-Hipsters a Go-go ! - CD Past  & Present Records PAPRCD 2018 ;
- 1996 : Musicabrac - CD Cpem de Bourgogne PEP 21 ;
- 1997 : 30 Ans d'Agitation Musicale en France - Coffret 3 CD + livret Spalax Music 14711 ;
- 1998 : Century XXI - France 1 - CD Newtone Records NT ;
- 2007 : Musiques Électroniques en France 1974-1984 - CD Gazul/Musea GA 8689 ;